# Concordia Catalana
Concordia Catalana fue un partido político español conservador de ámbito catalán y de efímera existencia, fundado por Juan Antonio Samaranch en 1977.

## Historia
El 11 de diciembre de 1976, Juan Antonio Samaranch, presidente de la Diputación de Barcelona, anunció la formación de un partido político conservador, partidario del gobierno de Adolfo Suárez e inspirado por el ideario catalanista de Francisco Cambó. Su presidencia estuvo ocupada por Saramanch y la secretaría general por Marcelino Moreta.
Realizó su presentación pública el 20 de abril de 1977, como resultado de la fusión de 3 agrupaciones políticas catalanas:
- Partido Conservador de Cataluña, liderado por el propio Samaranch.
- Catalonia-Partido Político Catalán, de Juan Antonio Maragall i Noble.
- Partido Social Regionalista, de Ramón Forcadell.

Entre sus militantes y dirigentes se encontraban los alcaldes de la provincia de Barcelona, nombrados por el régimen franquista y el primer gobierno de la monarquía. Se declaraba partidario de un Estatuto de Autonomía para Cataluña y del restablecimiento de la Generalidad.
Rechazó presentar candidaturas a las elecciones generales de junio de ese año. El 14 de mayo de 1977, Catalonia se retiró de Concordia en rechazo a la incorporación del pacto a la candidatura de Unión de Centro Democrático en Cataluña. Paralelamente, Samaranch se retiró de la política activa y partió a Moscú como Embajador de España en la Unión Soviética en julio de 1977, poniendo fin al partido que había fundado tres meses antes.